# Chrysocolaptes
Chrysocolaptes ist eine Gattung der Vögel aus der Familie der Spechte (Picidae). Die Gattung umfasst neun Arten, die mittelgroß und insgesamt kontrastreich gefärbt sind und jeweils große Teile Südasiens bewohnen. Die Arten sind an Wald gebunden und bevorzugen Laubwälder und immergrüne Wälder. Die überwiegend an großen und totholzreichen Bäumen gesuchte Nahrung besteht vorwiegend aus großen Raupen, Larven holzbewohnender Käfer sowie Ameisen und deren Puppen und anderen Insekten.

## Beschreibung
Es handelt sich um mittelgroße Spechte mit einer ausgeprägten Federhaube, einem langen und versteiften Schwanz und einem langen, meißelförmig zugespitzten und an der Basis breiten Schnabel. Der Schnabelfirst ist nur ganz leicht nach unten gebogen. Die schlitzförmigen Nasenlöcher sind vollständig von Federn verdeckt. Die Arten haben vier Zehen. Diese Spechte sind insgesamt kontrastreich und im Falle des Sultanspechts extrem variabel gefärbt, wobei Grün-, Rot-, Gold- oder Gelbtöne vorkommen können, die jeweils mit schwarzen und/oder weißen Gefiederpartien kombiniert sind. Die Arten zeigen hinsichtlich der Färbung außerdem einen deutlichen Geschlechtsdimorphismus; bei Männchen sind mindestens Oberkopf und Haube rot, diese Partien sind bei Weibchen andersfarbig oder wie der übrige Kopf schwarz-weiß.

## Systematik
Die Gattung umfasst aktuell neun Arten:
- Rotkopf-Feuerrückenspecht (Chrysocolaptes erythrocephalus Sharpe, 1877) (Endangered – stark gefährdet)[1]
- Goldschulterspecht (Chrysocolaptes festivus (Boddaert, 1783))  (Least Concern – nicht gefährdet)[2]
- Großer Feuerrückenspecht (Chrysocolaptes guttacristatus (Tickell, 1833))  (Least Concern – nicht gefährdet)[3]
- Luzon-Feuerrückenspecht (Chrysocolaptes haematribon (Wagler, 1827)) (Least Concern – nicht gefährdet)[4]
- Sultanspecht (Chrysocolaptes lucidus (Scopoli, 1786)) (Least Concern – nicht gefährdet)[5]
- Pupur-Feuerrückenspecht (Chrysocolaptes stricklandi (Layard, 1854)) (Least Concern – nicht gefährdet)[6]
- Java-Feuerrückenspecht (Chrysocolaptes strictus (Horsfield, 1821)) (Vulnerable – gefährdet)[7]
- Reinwardtspecht (Chrysocolaptes validus (Temminck, 1825)) (Least Concern – nicht gefährdet)[8]
- Gelbkopf-Feuerrückenspecht (Chrysocolaptes xanthocephalus (Walden & Layard, 1872)) (Endangered – stark gefährdet)[9]